# Baron Brocket
Baron Brocket, of Brocket Hall in the County of Hertford ist ein erblicher britischer Adelstitel in der Peerage of the United Kingdom.

## Verleihung und nachgeordnete Titel
Der Titel wurde am 19. Januar 1933 für den Geschäftsmann Sir Charles Alexander Nall-Cain, 1. Baronet geschaffen. Diesem war bereits am 1. Juli 1921 in der Baronetage of the United Kingdom der nun nachgeordnete Titel Baronet, of the Node in the County of Hertford, verliehen worden.

## Liste der Barone Brocket (1933)
- Charles Nall-Cain, 1. Baron Brocket (1866–1934)
- Ronald Nall-Cain, 2. Baron Brocket (1904–1967)
- Charles Nall-Cain, 3. Baron Brocket (* 1952)

Voraussichtlicher Titelerbte (Heir apparent) ist der Sohn des aktuellen Titelinhabers Alexander Nall-Cain (* 1984).